# Francesco Macis
Francesco Macis (Cagliari, 21 gennaio 1936) è un politico italiano.

## Biografia
Avvocato civilista e penalista, iscritto al PCI nel 1962, consigliere comunale a Cagliari dal 1964 al 1965, consigliere regionale dal 1974 al 1979, è stato deputato per due legislature e senatore nella X legislatura e sindaco di Iglesias nel 1992-1993.